# Peatîhorivka, Lutuhîne
Peatîhorivka (în ucraineană П'ятигорівка) este un sat în comuna Perșozvanivka din raionul Lutuhîne, regiunea Luhansk, Ucraina.

## Demografie
Componența lingvistică a localității Peatîhorivka
     Ucraineană (78,36%)
     Rusă (21,64%)
Conform recensământului din 2001, majoritatea populației localității Peatîhorivka era vorbitoare de ucraineană (78,36%), existând în minoritate și vorbitori de rusă (21,64%).